# HD 88024
HD 88024，又名BD-10 3000，SAO 155765、HR 3985，是一颗恒星，视星等为6.53，位于銀經251.36，銀緯35.23，其B1900.0坐标为赤經10h 3m 50.3s，赤緯-10° 35.23′ 42″。